# Pelophryne misera
Pelophryne misera là một loài cóc thuộc họ Bufonidae.
Loài này có ở Malaysia và có thể có ở Indonesia.
Môi trường sống tự nhiên của chúng là vùng núi ẩm nhiệt đới hoặc cận nhiệt đới và đầm nước ngọt có nước theo mùa.
Chúng hiện đang bị đe dọa vì mất nơi sống.

## Hình ảnh

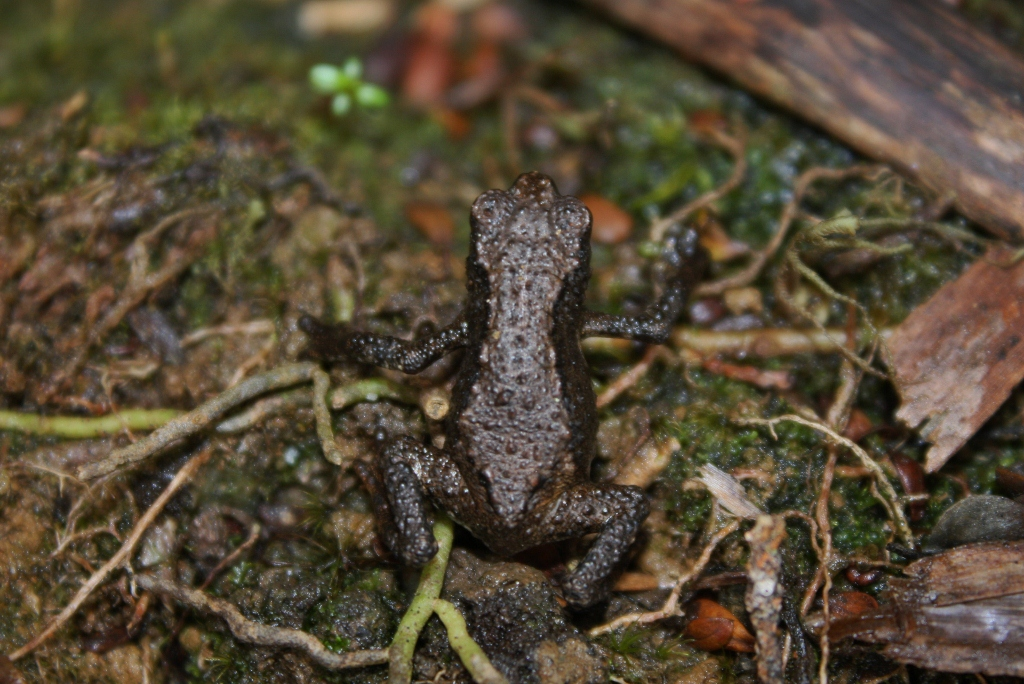
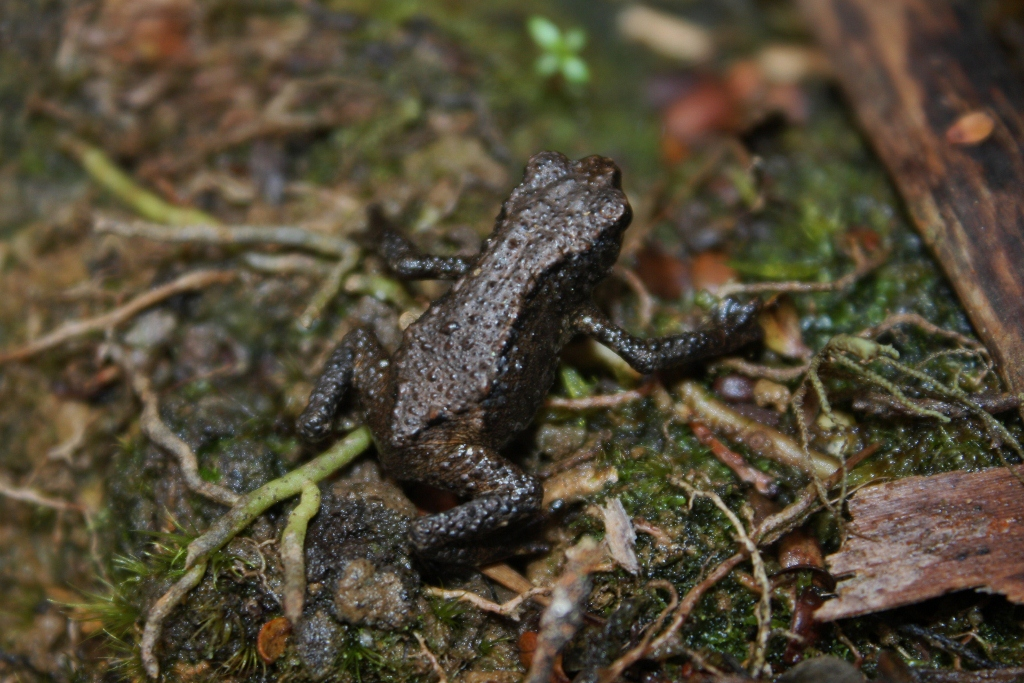
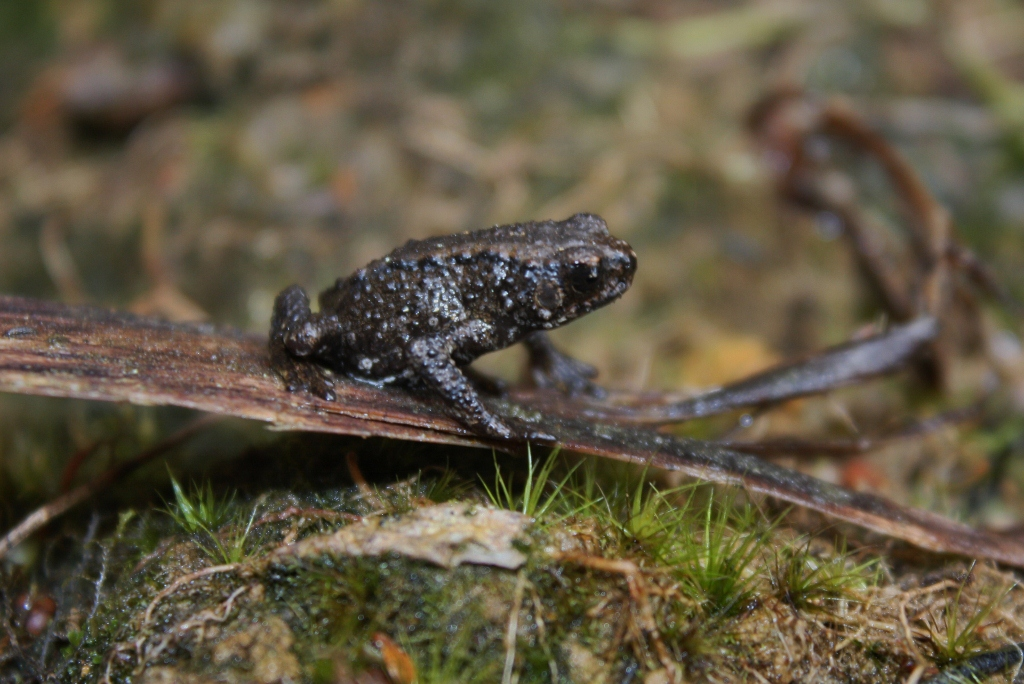
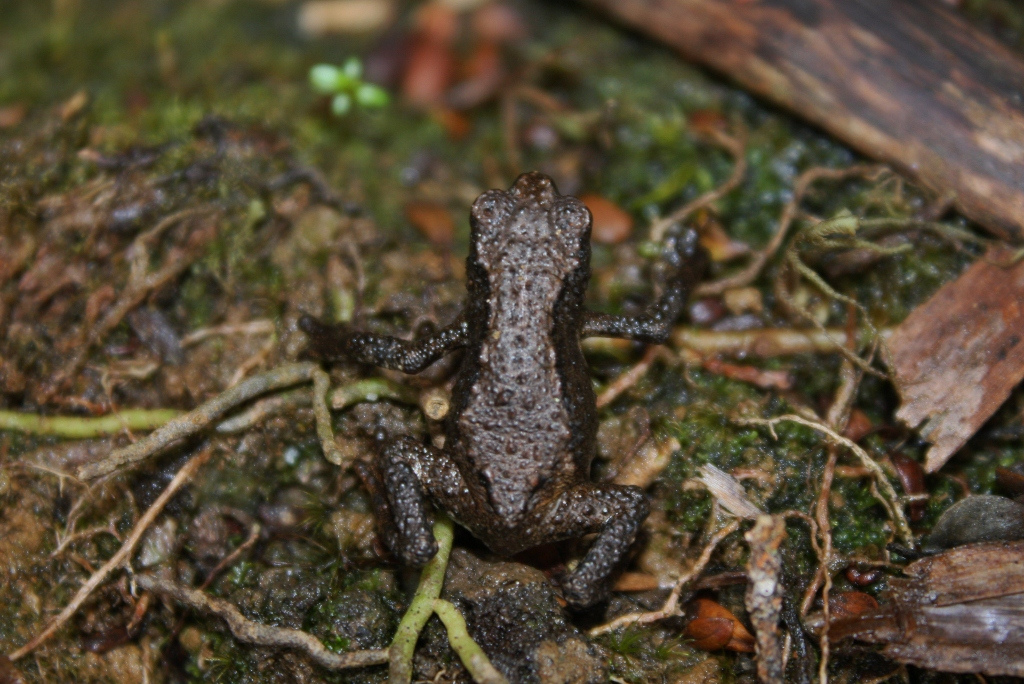